# 達策河
53°41′43.5″N 13°33′31.7″E / 53.695417°N 13.558806°E

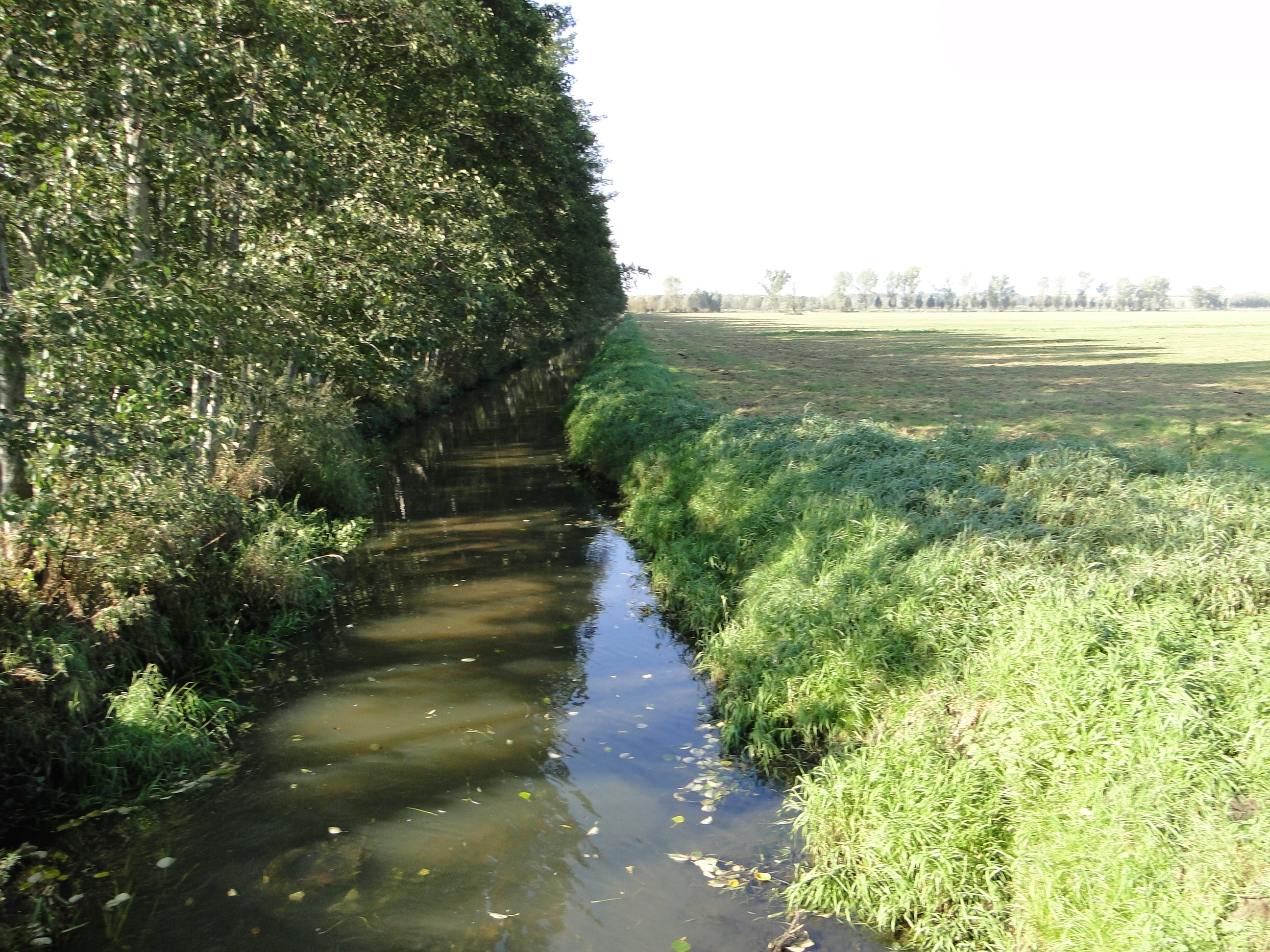

達策河（德語：Datze），是德國的河流，位於該國東北部，由梅克倫堡-前波美拉尼亞州負責管轄，河道全長約30公里，該河流發源自施蓬霍爾茨。